# Livia Fränkel
Livia Fränkel, född Szmuk den 4 december 1927 i Sighet i Rumänien, död 31 maj 2025 i Liljeholmen i Stockholm, var en svensk förintelseöverlevare.
Fränkel var yngre syster till Hédi Fried. Hon växte upp i en judisk medelklassfamilj där fadern drev en fabrik som tillverkade förpackningsmaterial. Hon beskrev uppväxten som lycklig och trygg.
Den 14 maj 1944 deporterades hela hennes familj från Sighet till Auschwitz-Birkenau där hon och hennes syster skildes från sina föräldrar. Föräldrarna mördades natten mellan den 17 och 18 maj 1944 i en av gaskamrarna. Efter sex veckor i Birkenau skickades systrarna vidare till ett arbetsläger i Hamburg där de vistades i tio månader innan arbetslägret stängdes i slutet av mars 1945. Då fördes systrarna till Bergen-Belsen innan de befriades av brittiska soldater den 15 april samma år. I början av juli kom systrarna till Sverige med båt och inkvarterades så småningom i Linnéskolan i Malmö. Senare flyttade Fränkel till Stockholm och ansökte om tillstånd att bosätta sig i Sverige. Hon började studera, avlade en handelsexamen och gifte sig 1947, 19 år gammal, med ingenjör Hans Fränkel.
Fränkel fick tre barn och var till sin död bosatt i Stockholm. Hon föreläste i skolor om sina upplevelser under förintelsen och var ordförande i Föreningen Förintelsens överlevande. Fränkel var sommarvärd för Sommar i P1 2023.
År 2017 tilldelades Fränkel Illis quorum.